# Juan Carlos Oleniak
Juan Carlos Oleniak (né le 4 mars 1942 à Buenos Aires en Argentine) est un joueur de football international argentin, qui évoluait au poste d'attaquant.

## Biographie

### Carrière en sélection
Avec l'équipe d'Argentine, il dispute 3 matchs (pour aucun but inscrit) en 1962. Il figure notamment dans le groupe des sélectionnés lors des JO de 1960.
Il dispute également la coupe du monde de 1962 avec la sélection argentine.

## Palmarès
Racing Club
- Championnat d'Argentine (1) :
  - Champion : 1961.